# Augustiner-Bräu
Августинер (нем. Augustiner-Bräu) — немецкая пивоваренная компания, расположенная в Мюнхене.

## История
Старейшая пивоварня Мюнхена. Основана монахами-августинцами в 1328 году. В 1803 году в процессе секуляризации перешла в собственность государства. Через несколько лет, в 1829 году была приватизирована семьёй предпринимателя Вагнера. В настоящее время — Товарищество на вере. 51 % акций принадлежит компании Augustiner-Bräu Wagner KG, 49 % частным вкладчикам.
Пиво распространяется через магазины в основном в Мюнхене и окрестностях. Реклама этой марки пива не производится. Во время Октоберфеста пиво Августинер представлено, как правило, в двух пивных палатках, пиво в которых разливается из традиционных дубовых бочек. Августинер, на сегодняшний день, единственная пивоваренная компания, которая сохранила эту традицию.
В год выпускается не более 950000 (2005 г.) литров пива.

## Сорта пива
Пивоварня выпускает традиционные для Баварии, и Германии в целом, сорта пива:
- Augustiner Helles Vollbier — Светлое пиво сорта Лагер, содержание алкоголя 5,2 %.
- Augustiner Edelstoff — Светлое пиво сорта Экспорт, содержание алкоголя 5,6 %.
- Augustiner Weißbier — Пшеничное пиво.
- Augustiner Pils — Пильзнер.
- Augustiner Dunkles — Тёмное пиво низового брожения.
- Augustiner Heller Bock — Светлое пиво специальной рецептуры с содержанием алклголя 7 %.
- Augustiner Maximator — Темное пиво специальной рецептуры с содержанием алкоголя 7,5 %.
- Augustiner Oktoberfestbier